# Damián Díaz
Damián Rodrigo Díaz  (Rosario, Santa Fe; 1 de mayo de 1986) es un futbolista argentino nacionalizado ecuatoriano que juega en la posición de volante y actualmente se encuentra sin club.
Comenzó su carrera en Rosario Central, de su ciudad natal, equipo del cual es hincha confeso. Luego se une a Boca Juniors, en donde en su primera temporada ganó sus dos primeros títulos, el Torneo Apertura 2008 y la Recopa Sudamericana 2008, ambas a las órdenes de Carlos Ischia como entrenador. En la temporada siguiente, después de su falta de oportunidades en Boca, se trasladó a Chile para jugar en la Primera División de ese país en Universidad Católica, donde ganó un campeonato y un subcampeonato, siendo nombrado el mejor creador de juego del torneo. En 2010 regresa a la Argentina para jugar en Colón, donde fue una pieza clave para el equipo.
En 2011 Díaz llega al Barcelona Sporting Club de Ecuador, donde un año después conquista su campeonato número 14 como jugador, siendo el jugador más destacado y pieza clave para que el equipo guayaquileño obtenga el título del campeonato ecuatoriano de 2012, lo que le lleva a estar en el 11 ideal de dicho campeonato y de la Copa Sudamericana. Ha sido además incluido como uno de los mejores creativos de la historia del club, junto a jugadores como Marcelo Trobbiani, Marco Etcheverry, Rubén Darío Insúa, Severino Vasconcelos y Víctor Ephanor. Por su calidad y técnica, su habilidad, agilidad, creatividad e inteligencia es considerado como uno de los mejores futbolistas y volantes número 10 extranjeros que ha llegado al fútbol ecuatoriano, siendo protagonista de humillaciones al rival con túneles y regates, y autor de grandes jugadas y de fantásticos y espectaculares goles de todo tipo, habiendo convertido en su carrera magníficos goles de gran distancia, goles con efecto curvado, goles de cabeza, goles de tiro libre, goles de penalti, goles de panenka, goles de chilena y olímpicos. Es además uno de los jugadores más queridos por la hinchada amarilla junto a Matias Oyola, siendo considerados ídolos por la afición.
Luego de la victoria en las elecciones para asumir la presidencia del Barcelona por parte de José Francisco Cevallos, Díaz regresó al club en 2016 y firmó un contrato por 4 años. En el campeonato de 2016 volvió a destacar en el equipo barcelonista, siendo uno de sus mejores jugadores y logrando un segundo título en el fútbol de dicho país con la institución canaria.

## Trayectoria deportiva

### Divisiones inferiores
Damián Díaz en el año 2003 pasa a las divisiones menores de Rosario Central a la edad de 16 años siguiendo los pasos de José María Buljubasich, Roberto Abbondanzieri, Cristian Kily González, Ángel Di María entre otras, figuras de Rosario a los 20 años de edad. Pero debido a su gran estilo de juego en el 2006 ascendido al plantel principal.

### Rosario Central
Debutó en primera división en Rosario Central de Argentina, sus apariciones profesionales primero fueron muy prometedores, ya que sus dos goles en sus dos primeros partidos fue ante Godoy Cruz y Nueva Chicago. El entrenador del equipo de Carlos Ischia vio una gran cuota de talento, lo que significó a Díaz considerarse seriamente en la alineación titular, cumpliendo una destacada participación en el Torneo Clausura 2008, con un total de 4 goles en 25 partidos. Se caracterizó por ser un jugador hábil, con gran cambio de velocidad y capacidad para habilitar, acaparando de esta manera la atención de varios clubes.
Formó una dupla poderosa con Ángel Di María a pesar de que el equipo tuvo una irregular campaña. Pese a eso Díaz acaparo rápidamente la atención de varios clubes entre ellos Boca Juniors que en el 2008 adquiere el 50% del jugador quedándose el cuadro canalla con el otro 50%.
En el club rosarino jugó un total de 38 partidos anotando 6 goles hasta junio de 2008, donde fue titular en 36 partidos de los 38.

### Boca Juniors
El 26 de julio de 2008, se confirmó su partida al club Boca Juniors a cambio del 50% del jugador xeneize Andrés Franzoia. El 23 de septiembre del mismo año debutó en dicho club jugando frente a la Liga de Quito en un partido correspondiente a la Copa Sudamericana. También sumó minutos contra Huracán y San Lorenzo sin tener grandes actuaciones.
Con el cuadro xeneize obtiene el Torneo Apertura 2008 y la Recopa Sudamericana 2008 frente a Arsenal de Sarandí. Pero debido a que en Boca había jugadores como Juan Román Riquelme, Pochi Chávez y Leandro Gracián que le impedían tener regularidad en el equipo principal, entonces en conjunto con la directiva de Boca deciden cederlo a Universidad Católica, facilitando así la llegada del chileno Gary Medel a Boca Jrs.
En enero de 2009 Díaz rechazo la propuesta de Boca y el Aris FC de ir a préstamo al fútbol griego de la Super Liga de Grecia, quedándose de esta manera en Boca para hacer la pretemporada. Con Boca Jrs. juega el Torneo de Verano 2009 quedando Campeón, Díaz jugó un buen papel en el equipo, siendo un jugador clave en el esquema del entrenador. Por último, hizo su debut oficial en la victoria por 3-1 sobre Huracán durante la cuarta fecha del Torneo Clausura 2009.

### Universidad Católica
En julio de 2009, llega a Chile para jugar en Universidad Católica cedido por un año sin opción de compra, como parte de la negociación que llevó a Gary Medel a Boca Juniors. Su debut fue el 27 de julio de 2009 ante Deportes La Serena donde estuvo unos pocos minutos en cancha pero donde ya mostraba con el cuadro cruzado su gran talento con el balón. Anotó sus primeros dos goles ante Cobreloa donde la UC ganó gracias a sus 2 goles. Un mes más tarde, anotó su primer triplete de su carrera en la goleada 7-0 de la Católica al Curicó Unido, cabe señalar que uno de sus tres goles fue olímpico. Díaz también anotó en la semana siguiente contra Audax Italiano, partido que ganó por 4-0 Católica. En esa temporada, Damián se consolidó plenamente en la posición de mediapunta en el esquema del entrenador de Católica, Marco Antonio Figueroa. Formó una de las mejores duplas de ataque con Juan José Morales y Milovan Mirosevic. El equipo llegó a la final contra Colo-Colo, pero perdió 6-4 en el global.
Díaz comenzó la temporada 2010 de gran forma anotando el primer gol en la goleada 4-0 al Santiago Morning. El 14 de abril, Kitu anotó su primer gol en la Copa Libertadores y de manera internacional, en la victoria por 2x0 sobre el Flamengo de Brasil. Con el elenco chileno es Vicecampeón del Torneo Clausura y campeón del Campeonato Nacional 2010, siendo unas de las figuras del cuadro universitario en dichos torneos.
Luego de varias incertidumbres si el jugador se quedaba o no en Universidad Católica. Finalmente por no llegar a un acuerdo entre Boca Juniors no renueva su contrato con el cuadro chileno para así retornar a la Argentina, más precisamente a Colón.

### Colón de Santa Fe
Luego del receso del Mundial de Sudáfrica Colón lo confirma como su nueva contratación, pedido expresamente por Antonio Mohamed el kitu llegaba a Colon con un contrato de 1 año con opción de compra.
Marcó su primer gol en la derrota contra godoy cruz en la derrota 1 a 3.luego le convirtió a San Lorenzo en la victoria 2 a 0 convirtiéndose rápidamente en las figuras del equipo acaparando así la atención de importantes equipos.
La directiva de Colón intento retener al Kitu, haciendo inclusive un gran esfuerzo económico ya que muchos clubes lo querían como Fluminense y Universidad Católica, pero finalmente el jugador se va a Guayaquil para jugar en el Barcelona Sporting Club de Ecuador, quedando así descartada su permanencia en Colón.

### Barcelona Sporting Club

#### Temporada 2011
En junio de 2011 es pretendido por Fluminense de Brasil, que presentó una gran oferta, por los clubes chileno Universidad Católica para enrolar sus filas por segunda vez y Universidad de Chile, pero finalmente es cedido al Barcelona Sporting Club por 1 año, con opción de compra.
En el 2011 fue la figura del Barcelona y uno de los mejores extranjeros del Ecuador, ganándose el respeto de toda la hinchada del club, considerándolo pieza fundamental en el engranaje del equipo torero. Su debut con la camiseta del cuadro torero fue el 23 de julio ante la Espoli, cuando entró en el segundo tiempo del partido en reemplazo de Daniel Mina en los primeros en la cancha dio una asistencia a Vinicio Angulo para que marque el segundo tanto a favor de Barcelona, dejando de esta manera una grata impresión a la afición y prensa en general,. Su debut como titular fue el 14 de agosto en el Clásico del Astillero frente al Club Sport Emelec donde Barcelona ganaría siendo Díaz el mejor jugador del partido. Con el Kitu haciendo una excelente Segunda Etapa Barcelona estuvo muy cerca de ganarla pero al final quedó en segundo lugar por debajo de Deportivo Quito que ganó la etapa, pero debido a la tabla acumulada no pudo ni tampoco clasificar a la Copa Libertadores 2012.

#### Temporada 2012

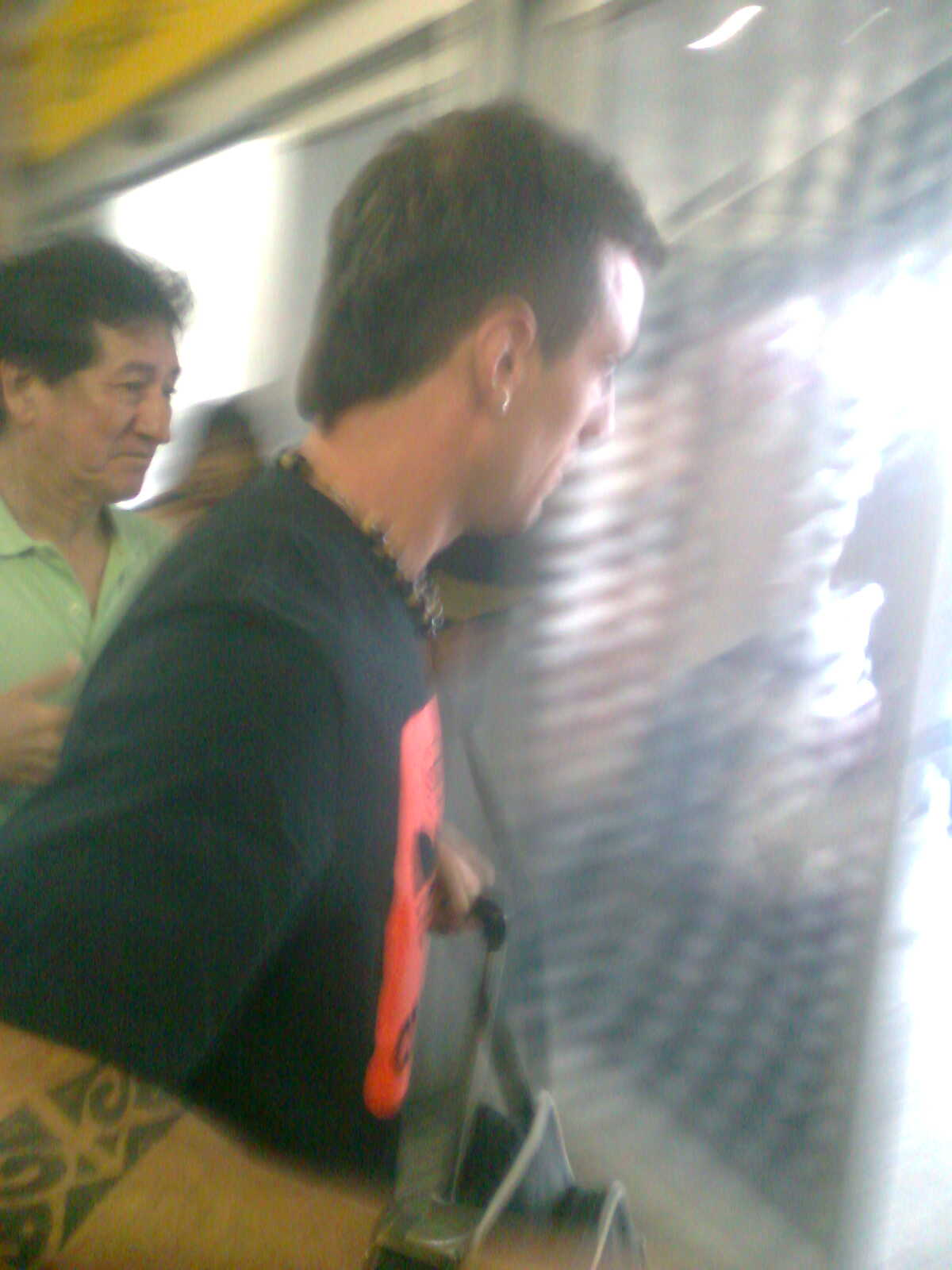
Damián Díaz arribando al aeropuerto de Guayaquil.

Para el 2012 fue uno de los jugadores claves para ganar La Primera Etapa 2012 adjudicándose así para jugar la Final del Campeonato Ecuatoriano 2012 además de clasificarse a la Copa Sudamericana 2012 y a la Copa Libertadores 2013. A mediados del 2012 se rumoreó que Díaz saldría del Barcelona ya que terminaba su contrato y se abría la posibilidad de retornar a Boca Juniors luego de que Juan Román Riquelme anunció su retiro del cuadro xeneize, inclusive se rumoreó un posible traspaso de Díaz a Colo Colo y Club Universidad de Chile.
Los derechos deportivos de Damián habían sido valorados por Boca Juniors en 2.500.000 dólares, pero finalmente tras una larga negociación y varios inconvenientes el Barcelona Sporting Club de Ecuador adquiere sus derechos federativos en 1.200.000 dólares por 3 temporadas es decir hasta julio de 2015, luego de un acuerdo entre Boca y Rosario Central.
En la segunda mitad del año con la llegada de Michael Arroyo, Damián alzó aún más su nivel futbolístico tanto en el Campeonato como en la Copa Sudamérica, donde se volvió a destacar por meter nuevamente un gol de chilena ante el Cobreloa. En el campeonato no se quedó con las ganas de marcar goles ya que marcó 6 goles en la segunda etapa, 2 de esos goles fueron al Club Sport Emelec en la goleada 5x0 que le propinó su club en el Clásico del Astillero. A final de temporada el Kitu fue elegido como el mejor jugador de Barcelona y del Campeonato Ecuatoriano además de coronarse Campeón del fútbol Ecuatoriano, marcando un total de 7 goles en el 2012.

#### Temporada 2013
En 2013 el Kitu llegaba como la principal figura de Barcelona y el Campeonato Ecuatoriano, su primer partido oficial en 2013 fue ante Deportivo Quevedo donde Díaz siguió mostrando un gran nivel pese al empate logrado por su equipo. Marcó su primer gol de la temporada ante Nacional de Uruguay correspondiente a la Copa Libertadores. Mientras que por la Liga Ecuatoriana lo hizo ante Independiente José Terán.
En el partido jugado el 23 de enero entre Barcelona S.C. y Deportivo Quito, Díaz increpo al árbitro Miguel Octavio Hidalgo con el dedo por no haberle pitado una falta penal en el área, el jugador fue sancionado por la FEF 1 mes y 1 partido. Luego de terminar su suspensión paso varias fechas sin marcar goles, pero en la décima tercer fecha Díaz volvió a anotar 2 goles contra Liga de Quito.
A mediados de junio de 2013 corre el rumor de que Díaz sería transferido a otro club, confirmándose esto tras la no presencia de Díaz en el partido contra Independiente del Valle para cuidarlo y que no sufra alguna lesión para su venta. En la noche del viernes 21 de junio circula el rumor de que K10 fue ya vendido al Al-Wahda de Emiratos Árabes por 5 millones de dólares, haciéndose esto oficial a través de varios directivos de Barcelona S.C.. En el encuentro ante Liga de Loja, Díaz se despide de varios hinchas en los graderíos del Estadio Monumental, siendo el último partido de Díaz oficialmente con Barcelona S.C., el 23 de mayo en la victoria 1x0 ante Deportivo Quito. En su viaje hacia Emiratos Árabes Díaz se volvió a despedir de sus excompañeros de equipo e hinchada, además de referirse que fueron los dos mejores años de su carrera.

### Al-Wahda
El 25 de junio Barcelona S.C. hace oficial la venta de Díaz al Al Wahda. Siendo recibido por varios hinchas de Al Wahda a su llegada a Emiratos Árabes Unidos. Marco sus primeros 2 goles en la victoria 3x2 sobre Al Nasr, donde fue la figura del partido siendo elogiado por la hinchada de Al Wahda y prensa en general.

### Retorno a Barcelona

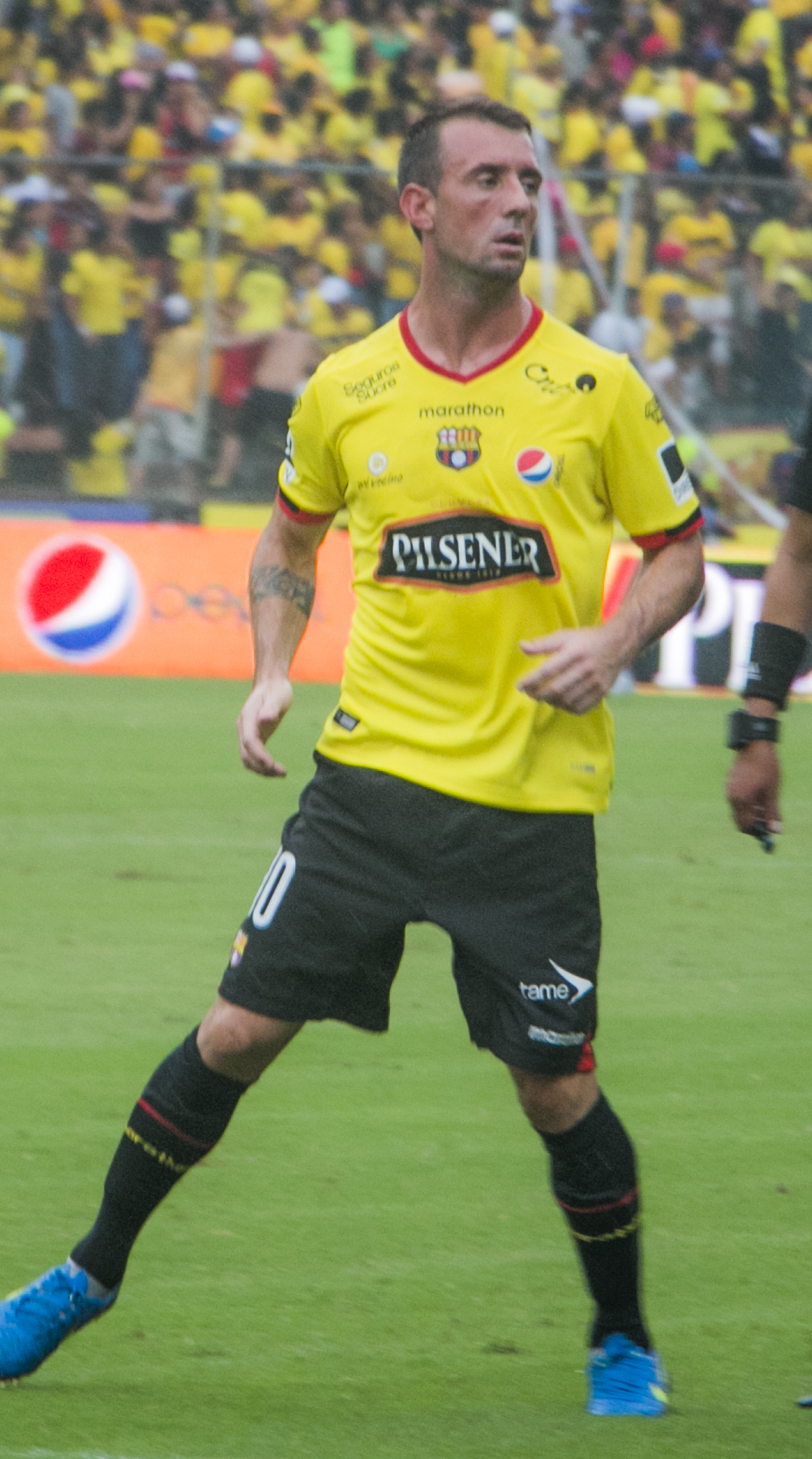
Damián Díaz en su primer partido de la temporada 2016, jugado en el estadio Monumental.

Para el 2016, Damián Díaz regresa a Barcelona Sporting Club y firma por 4 temporadas siendo uno de los fichajes más esperados del fútbol ecuatoriano, además de ser muy querido por la hinchada barcelonista.
Su debut en su retorno al Ídolo fue el 7 de febrero fue en la derrota ante el Nacional 2x1. Marca su primer gol de la temporada en la victoria 3x2 frente Independiente del Valle.
El 24 de julio Díaz lleva nuevamente a ganar a Barcelona la primera etapa del Campeonato luego de derrotar 3x0 al Nacional en el estadio Monumental, siendo autor de dos de los tres goles, sumando así un total de 47 puntos, 4 más que su máximo perseguidor el Emelec y adjundicándose así el pase para jugar la final del torneo en diciembre, además de la clasificación a Copa Libertadores 2017. Para la segunda etapa del torneo ecuatoriano el 5 de diciembre tras derrotar a domicilio al Mushuc Runa Sporting Club, Barcelona Sporting Club se proclamó campeón directo al ganar la segunda etapa, completando una temporada con números históricos para el club amarillo, y en donde el "Kitu" Díaz, una vez más, volvió a ser pieza clave del equipo campeón.

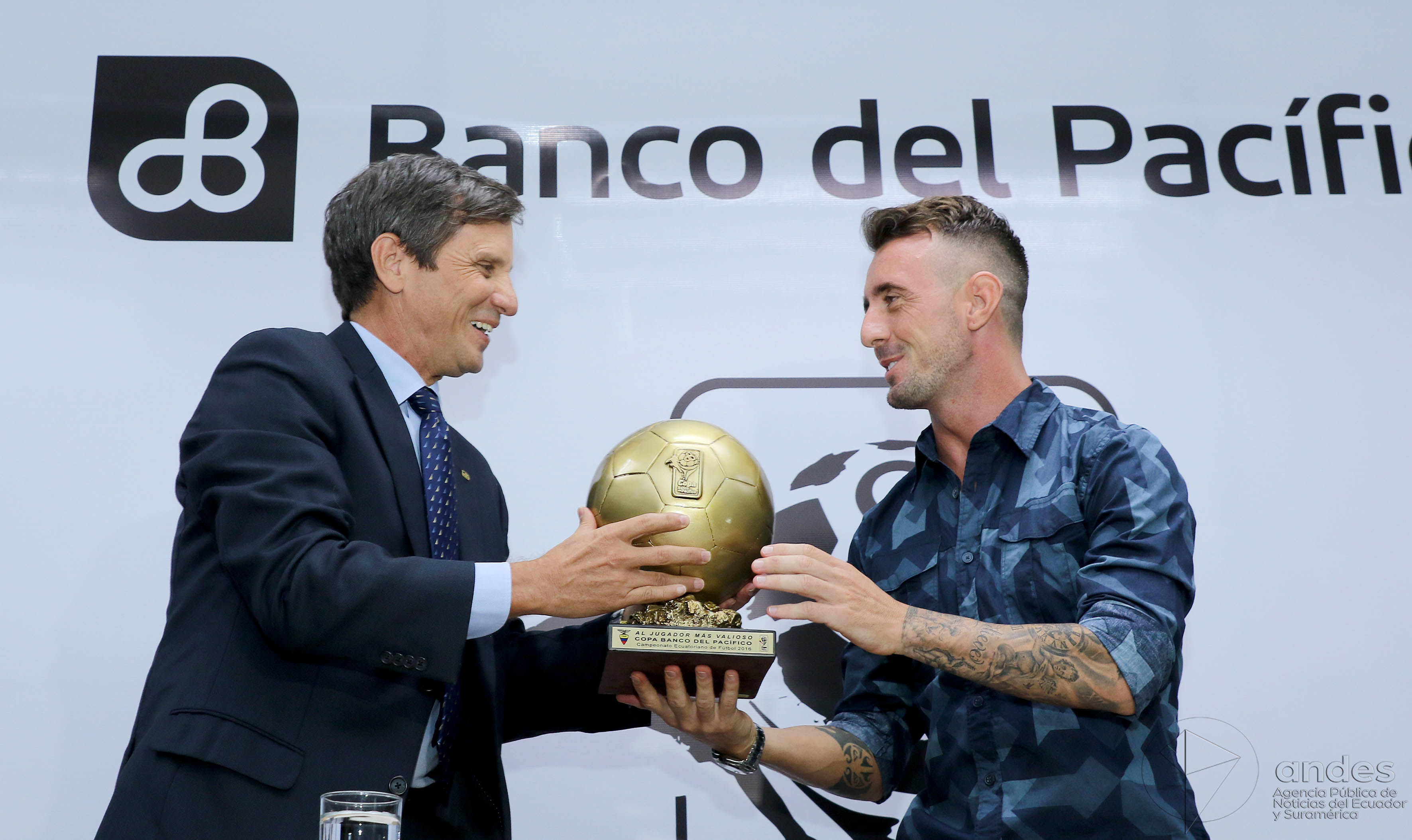
Damian Díaz recibiendo el Balón de Oro, Banco del Pacífico; por ser el mejor jugador del Campeonato Ecuatoriano 2016.

### Temporada 2017

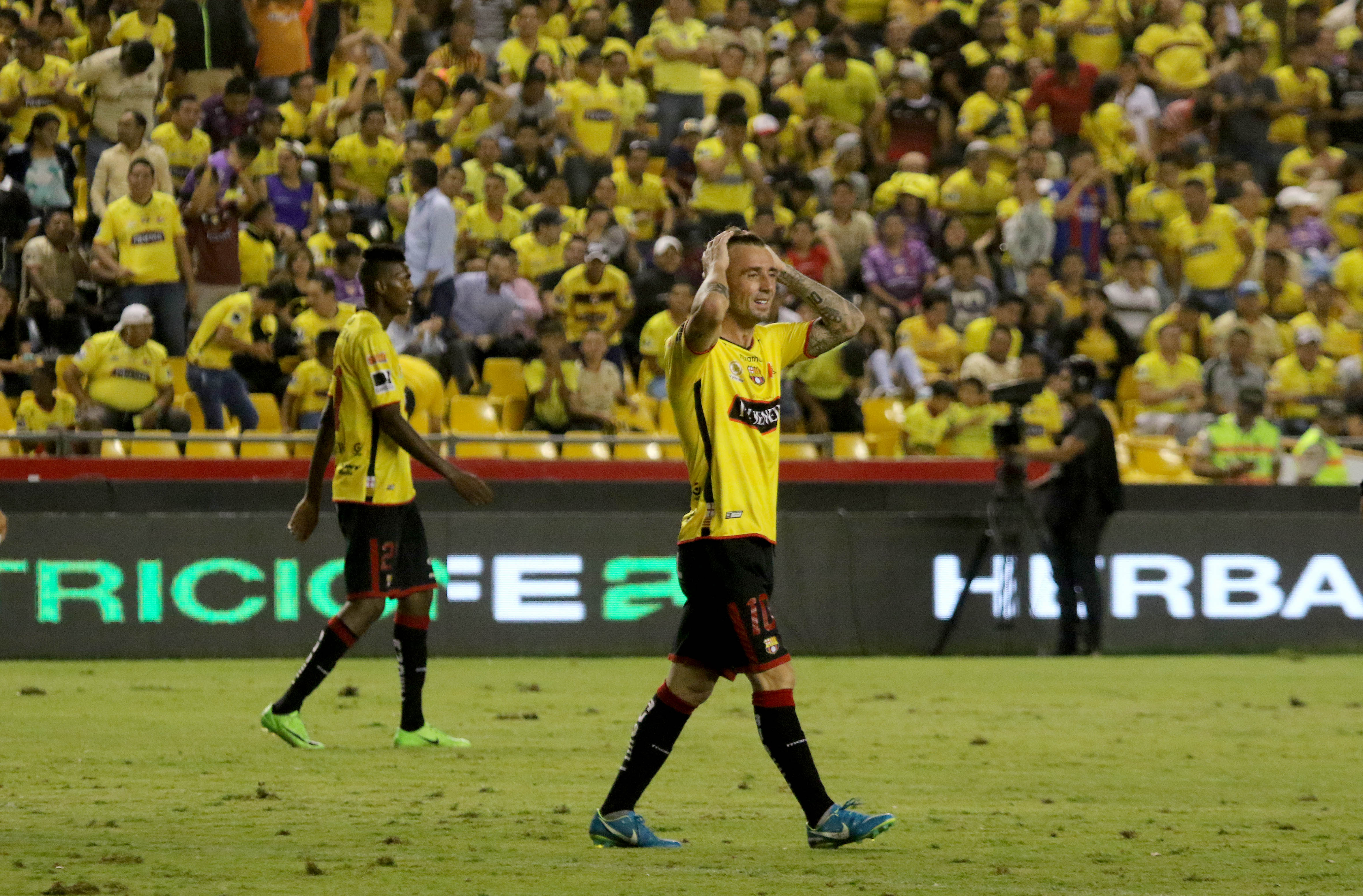
El Kitu disputando el tradicional Clásico del Astillero en 2017.

El 24 de enero del 2017 se confirma vía Twitter que el Kitu ya es ecuatoriano gracias  Al Decreto Ejecutivo N. 1304 otorgado por el presidente de la República del Ecuador, Ec. Rafael Correa en el que se le otorga la naturalización por los servicios relevantes en el ámbito deportivo.

### Temporada 2018
Hizo un gol olímpico en la primera fecha de la segunda etapa, frente a El Nacional en la victoria 3x1, donde fue elegido la figura del partido, dando también así una asistencia y participando en la jugada del otro gol

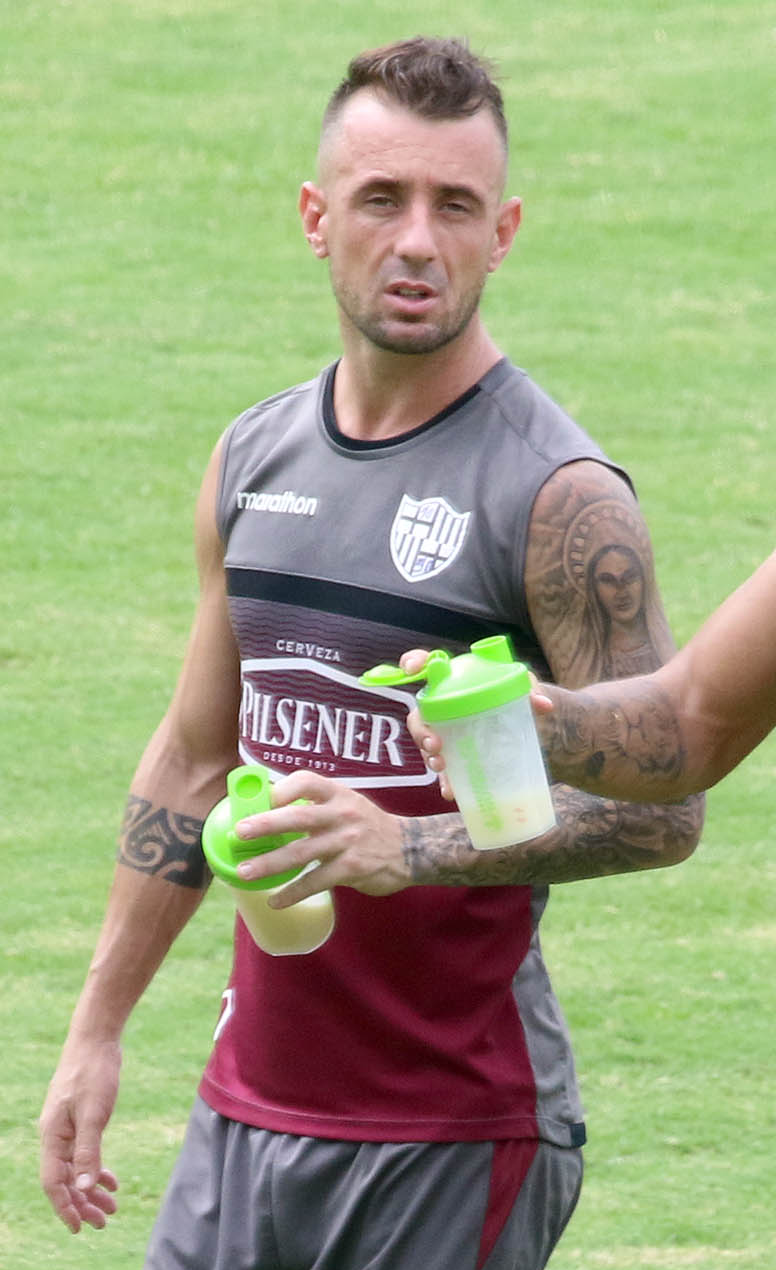
Damián Díaz en un entrenamiento previo al partido frente a Liga de Quito.

### Temporada 2020
Comienza con un arranque espectacular siendo la figura en la victoria 2x0 frente a Progreso en Uruguay con jugadas de primera categoría, demostrando un nivel estupendo reconocido por toda Sudamérica, lo cual hasta Ronaldinho mediante la red social Twitter aplaudió, lo que le sirvió para ser elegido mejor jugador de la primera fase de la Conmebol Libertadores.
Marco un Golazo frente a Olmedo de Riobamba lo cual le sirvió para ser elegido como el mejor gol de la Serie A de Ecuador de dicho año.
Quedó Tricampeón con el conjunto de Barcelona al derrotar por Penales 3x1  a Liga de Quito en Casa Blanca, marcando su gol desde el punto penal y cortando una racha para muchos de más de 20 años de no gozar un triunfo en dicho escenario.
Terminó siendo elegido como mejor volante ofensivo, mejor gol de la temporada y ganó el premio el Pro por delante de Javier Burrai, y siendo elegido en el 11 ideal del campeonato ecuatoriano de fútbol por diversos medios,
En este año pasó a entrar en la selecta lista de los 10 máximos goleadores de la historia de Barcelona.

### Temporada 2021
Comenzó la pretemporada en Manta junto a sus compañeros. Marcó su primer gol en la victoria ante Técnico Universitario en la segunda fecha de La Liga Pro 2021, siendo elegido el mejor gol de la fecha; así mismo, fue nominado al Mejor Volante Derecho de América por Diario El País.
Marco un doblete en el partido de la fecha 6 de su grupo frente al Santos en la victoria 3x1 de local, siendo elegido como mejor jugador del partido. Fue incluido en el 11 ideal de la fecha 6 de la fase de grupos y nominado al mejor jugador de la fase de grupos de la Copa Libertadores.

### Banfield
Tras el paso de 3 temporadas, finalmente Damián Díaz quedó libre y dejó de ser jugador del Barcelona SC. Tras varios meses, donde fue vinculado con varios equipos del fútbol argentino, se confirmó su llegada al Taladro y firmó contrato hasta diciembre del 2025 con chances de extender por un año. De esta manera, volvería al fútbol argentino tras 11 años.

## Goles
Díaz se ha caracterizado por hacer goles extraordinarios, uno de ellos fue cuando actuaba para Universidad Católica de Chile cuando marca un gol olímpico de tiro de esquina al Curicó Unido de ese mismo país.
En Ecuador no ha sido la excepción ya que ha marcado goles al estilo Maradoniano con la divisa del Barcelona Sporting Club de Ecuador, uno de ellos fue en el 2011 en el Clásico del Astillero al Emelec cuando dejó atrás toda la defensa y marcando un gol al portero Wilmer Zumba tras un grueso error de Fernando Gaibor del Emelec al momento de despejar el balón.
Para el 2012 marcó nuevamente al estilo Maradona cuando le anotó 2 goles a Liga de Quito burlando a toda la defensa dejando sin opciones al portero Alexander Domínguez en las 2 anotaciones. Otra forma de marcar de Díaz en los Kitu-Goles ha sido de chilena, cuando le marcó al Técnico Universitario, de la misma manera lo hizo frente al Cobreloa chileno correspondiente a la Copa Sudamericana, que además se transformó en el mejor gol de aquella edición 2012.
En 2013 el "10 de Barcelona" se volvió a lucir pero esta vez en la Copa Libertadores al marcar un gol al Nacional de Montevideo gracias a una habilitación de Ariel Nahuelpán dejando de esta manera sin posibilidades al arquero Jorge Bava de Nacional y dejando en silencio al Estadio Parque Central.
En 2016 en el primer clásico del astillero jugado en el Estadio George Capwell marco un tremendo gol de tiro libre de larga distancia desde el sector izquierdo en diagonal, a los 2 minutos, siendo el único gol del compromiso, además de ser el gol más rápido que se ha realizado en un clásico.
En 2022 le marcó un gol olímpico de ras de piso a Montevideo Wanderers correspondiente a la Copa Sudamericana de ese mismo año, además de ser candidato para el Premio Puskás.

## Habilidades
Damián Díaz es un jugador dinámico y veloz que se aprovecha de los espacios ofensivos. Es diestro, aunque maneja por igual la zurda, esto le permite jugar por las dos bandas. Su especialidad es jugar el centro del campo lo cual le ha dado la facilidad de hacer varios amagues y regates para poder habilitar a los centros delanteros. Su buen manejo de balón le permite acelerar sus jugadas, esta misma velocidad le otorga una ventaja considerable para encarar a las defensivas contrarias, dándole superioridad en ataque.
El Kitu es un gran ejecutor de tiro libre, uno de ellos cuando le marco al Emelec por el clásico Yasuni jugado en New York, también se ha caracterizado por tener un buen saque de tiros de esquina, incluso marcando con Universidad Católica de chile un gol olímpico.

## Selección nacional
El 21 de febrero del 2021 es convocado por Gustavo Alfaro para conformar la Selección de Ecuador en un microciclo de preparación, con miras a jugar contra Venezuela y Chile rumbo al Mundial Catar 2022. El 30 de mayo de 2021, Damián fue convocado por el técnico Gustavo Alfaro a la selección de mayores para la campaña de clasificación a la Copa Mundial de Fútbol de 2021 para jugar contra Brasil y Perú. Debutó el 8 de junio en la derrota ante Perú en Quito por 2 a 1, pese a la derrota fue una de las figuras del partido.
El 9 de junio de 2021 fue incluido por el entrenador Gustavo Alfaro en la lista de 28 jugadores con miras a la Copa América 2021.

### Participaciones en Eliminatorias
| Eliminatorias     | Sede            | Resultado | Partidos | Goles | Asist. |
| ----------------- | --------------- | --------- | -------- | ----- | ------ |
| Eliminatoria 2022 | América del Sur | 4.°       | 1        | 0     | 0      |

### Participaciones en Copa América
| Copa              | Sede   | Resultado        | Partidos | Goles | Asist. |
| ----------------- | ------ | ---------------- | -------- | ----- | ------ |
| Copa América 2021 | Brasil | Cuartos de final | 2        | 0     | 1      |

### Partidos internacionales
Actualizado al último partido jugado el 23 de junio de 2021.
| \| N.° \| Fecha \| Ciudad \| Rival \| Resultado \| Resultado \| Competencia \| \| --- \| ------------------- \| ------- \| -------- \| --------- \| --------- \| ----------------------------------- \| \| 1. \| 29 de marzo de 2021 \| Quito \| Bolivia \| 2-1 \| Victoria \| Amistoso \| \| 2. \| 8 de junio de 2021 \| Quito \| Perú \| 1-2 \| Derrota \| Eliminatorias al Mundial Catar 2022 \| \| 3. \| 13 de junio de 2021 \| Cuiabá \| Colombia \| 0-1 \| Derrota \| Copa América 2021 \| \| 4. \| 23 de junio de 2021 \| Goiânia \| Perú \| 2-2 \| Empate \| Copa América 2021 \| |                     |         |          |           |           |                                     |
| N.° | Fecha               | Ciudad  | Rival    | Resultado | Resultado | Competencia                         |
| 1. | 29 de marzo de 2021 | Quito   | Bolivia  | 2-1       | Victoria  | Amistoso                            |
| 2. | 8 de junio de 2021  | Quito   | Perú     | 1-2       | Derrota   | Eliminatorias al Mundial Catar 2022 |
| 3. | 13 de junio de 2021 | Cuiabá  | Colombia | 0-1       | Derrota   | Copa América 2021                   |
| 4. | 23 de junio de 2021 | Goiânia | Perú     | 2-2       | Empate    | Copa América 2021                   |

## Clubes
| Club                          | País      | Año         |
| ----------------------------- | --------- | ----------- |
| Rosario Central               | Argentina | 2006 - 2008 |
| Boca Juniors                  | Argentina | 2008 - 2009 |
| Universidad Católica (cedido) | Chile     | 2009 - 2010 |
| Colón (cedido)                | Argentina | 2010 - 2011 |
| Barcelona                     | Ecuador   | 2011 - 2013 |
| Al-Wahda                      | EAU       | 2013 - 2015 |
| Barcelona                     | Ecuador   | 2016 - 2024 |
| Banfield                      | Argentina | 2024-Act.   |

## Estadísticas
En la tabla se detallan los goles y partidos jugados en las distintas competiciones nacionales e internacionales:
* Actualizado de acuerdo al último partido jugado el 25 de agosto de 2024.
| Temporada | Equipo                     | Liga                       | Liga | Liga  | Liga   | Copas nacionales | Copas nacionales | Copas nacionales | Copas nacionales | Copas internacionales | Copas internacionales | Copas internacionales | Copas internacionales | Total | Total | Total  |
| Temporada | Equipo                     | Torneo                     | PJ   | Goles | Asist. | Torneo           | PJ               | Goles            | Asist.           | Torneo                | PJ                    | Goles                 | Asist.                | PJ    | Goles | Asist. |
| --- | -------------------------- | -------------------------- | ---- | ----- | ------ | ---------------- | ---------------- | ---------------- | ---------------- | --------------------- | --------------------- | --------------------- | --------------------- | ----- | ----- | ------ |
| 2006-07 | Rosario Central            | Ap+Cl                      | 13   | 2     | 0      | -                | -                | -                | -                | -                     | -                     | -                     | -                     | 13    | 2     | 0      |
| 2007-08 | Rosario Central            | Ap+Cl                      | 25   | 4     | 2      | -                | -                | -                | -                | -                     | -                     | -                     | -                     | 25    | 4     | 2      |
| Total Rosario Central | Total Rosario Central      | Total Rosario Central      | 38   | 6     | 2      | -                | -                | -                | -                | -                     | -                     | -                     | -                     | 38    | 6     | 2      |
| 2008-09 | Boca Juniors               | Cl                         | 4    | 0     | 0      | -                | -                | -                | -                | CS+CL                 | 3                     | 0                     | 0                     | 7     | 0     | 0      |
| Total Boca Juniors | Total Boca Juniors         | Total Boca Juniors         | 4    | 0     | 0      | -                | -                | -                | -                | -                     | 3                     | 0                     | 0                     | 7     | 0     | 0      |
| 2009 | Universidad Católica       | Cl                         | 20   | 10    | 9      | CC               | 1                | 0                | 0                | -                     | -                     | -                     | -                     | 21    | 10    | 9      |
| 2010 | Universidad Católica       | PD                         | 12   | 4     | 4      | CC               | 1                | 0                | 0                | CL                    | 8                     | 1                     | 3                     | 21    | 5     | 7      |
| Total Universidad Católica | Total Universidad Católica | Total Universidad Católica | 32   | 14    | 13     |                  | 2                | 0                | 0                |                       | 8                     | 1                     | 3                     | 42    | 15    | 16     |
| 2010-11 | Colón                      | Ap+Cl                      | 36   | 6     | 6      | -                | -                | -                | -                | -                     | -                     | -                     | -                     | 36    | 6     | 6      |
| Total Colón | Total Colón                | Total Colón                | 36   | 6     | 6      |                  | -                | -                |                  | -                     | -                     | -                     | -                     | 36    | 6     | 6      |
| 2011 | Barcelona                  | A                          | 20   | 6     | 3      | -                | -                | -                | -                | -                     | -                     | -                     | -                     | 20    | 6     | 3      |
| 2012 | Barcelona                  | A                          | 40   | 7     | 7      | -                | -                | -                | -                | CS                    | 5                     | 1                     | 2                     | 45    | 8     | 9      |
| 2013 | Barcelona                  | A                          | 13   | 5     | 0      | -                | -                | -                | -                | CL                    | 6                     | 2                     | 0                     | 19    | 7     | 0      |
| 2016 | Barcelona                  | A                          | 39   | 12    | 16     | -                | -                | -                | -                | CS                    | 2                     | 0                     | 0                     | 41    | 12    | 16     |
| 2017 | Barcelona                  | A                          | 34   | 8     | 4      |                  |                  |                  |                  | CL+CS                 | 8                     | 0                     | 2                     | 42    | 8     | 6      |
| 2018 | Barcelona                  | A                          | 30   | 5     | 8      |                  |                  |                  |                  | CS                    | 2                     | 0                     | 0                     | 32    | 5     | 8      |
| 2019 | Barcelona                  | LP-A                       | 17   | 2     | 4      | CEC              | 4                | 0                | 1                |                       | -                     | -                     | -                     | 21    | 2     | 5      |
| 2020 | Barcelona                  | LP-A                       | 23   | 10    | 8      |                  |                  |                  |                  | CL                    | 10                    | 2                     | 5                     | 33    | 12    | 13     |
| 2021 | Barcelona                  | LP-A                       | 23   | 7     | 6      |                  | -                | -                | -                | CL                    | 11                    | 2                     | 1                     | 34    | 9     | 7      |
| 2022 | Barcelona                  | LP-A                       | 18   | 5     | 3      | CE               | 1                | 0                | 0                | CL+CS                 | 5                     | 2                     | 1                     | 24    | 7     | 4      |
| 2023 | Barcelona                  | LP-A                       | 24   | 10    | 6      | -                | -                | -                | -                | CL+CS                 | 7                     | 0                     | 2                     | 31    | 10    | 8      |
| 2024 | Barcelona                  | LP-A                       | 15   | 1     | 4      | CE               | 1                | 0                | 0                | CL+CS                 | 7                     | 3                     | 0                     | 23    | 4     | 4      |
| Total Barcelona | Total Barcelona            | Total Barcelona            | 296  | 78    | 69     |                  | 6                | 0                | 1                |                       | 63                    | 12                    | 13                    | 365   | 90    | 83     |
| 2013-14 | Al-Wahda                   | LAG                        | 24   | 10    | 7      | CDE              | 6                | 2                | 2                | -                     | -                     | -                     | -                     | 30    | 12    | 9      |
| 2014-15 | Al-Wahda                   | LAG                        | 21   | 4     | 8      | CDE              | 3                | 0                | 1                | LDC                   | 1                     | 1                     | 1                     | 25    | 5     | 10     |
| Total Al-Wahda | Total Al-Wahda             | Total Al-Wahda             | 45   | 14    | 15     |                  | 9                | 2                | 3                |                       | 1                     | 1                     | 1                     | 55    | 17    | 19     |
| 2024 | Banfield                   | LP                         | 1    | 0     | 0      | -                | -                | -                | -                | -                     | -                     | -                     | -                     | 1     | 0     | 0      |
| Total Banfield | Total Banfield             | Total Banfield             | 1    | 0     | 0      |                  | -                | -                |                  | -                     | -                     | -                     | -                     | 1     | 0     | 0      |
| Total en su carrera | Total en su carrera        | Total en su carrera        | 452  | 118   | 105    |                  | 17               | 2                | 4                |                       | 75                    | 14                    | 17                    | 544   | 134   | 126    |
| 1La copa nacional se refiere a la Copa Chile, la Copa Ecuador y la Copa Presidente de Emiratos Árabes Unidos. 2La copa internacional se refiere a la Copa Libertadores, la Copa Sudamericana y la Liga de Campeones de la AFC. Fuente: ESPN y Footballdatabase.eu |                            |                            |      |       |        |                  |                  |                  |                  |                       |                       |                       |                       |       |       |        |

## Palmarés

### Campeonatos nacionales
| N.º | Título              | Club                 | País      | Año    |
| --- | ------------------- | -------------------- | --------- | ------ |
| 1   | Primera División    | Boca Juniors         | Argentina | 2008-A |
| 2   | Campeonato Nacional | Universidad Católica | Chile     | 2010   |
| 3   | Serie A             | Barcelona            | Ecuador   | 2012   |
| 4   | Serie A             | Barcelona            | Ecuador   | 2016   |
| 5   | Serie A             | Barcelona            | Ecuador   | 2020   |

### Campeonatos internacionales
| N.º | Título              | Club         | Sede         | Año  |
| --- | ------------------- | ------------ | ------------ | ---- |
| 1   | Recopa Sudamericana | Boca Juniors | Buenos Aires | 2008 |

### Campeonatos nacionales amistosos
| N.º | Título               | Club      | País    | Año  |
| --- | -------------------- | --------- | ------- | ---- |
| 1   | Copa Nelson Muñoz    | Barcelona | Ecuador | 2012 |
| 2   | Copa Yasuní ITT      | Barcelona | Ecuador | 2012 |
| 3   | Copa Nelson Muñoz    | Barcelona | Ecuador | 2013 |
| 4   | Copa Nelson Muñoz    | Barcelona | Ecuador | 2016 |
| 5   | Copa Alberto Spencer | Barcelona | Ecuador | 2019 |
| 6   | Copa Nelson Muñoz    | Barcelona | Ecuador | 2020 |

### Campeonatos internacionales amistosos
| N.º | Título     | Club      | Sede    | Año  |
| --- | ---------- | --------- | ------- | ---- |
| 1   | Copa Antel | Barcelona | Uruguay | 2019 |

### Distinciones individuales
| N.º | Distinción                                                                        | Club                 | Sede     | Año  |
| --- | --------------------------------------------------------------------------------- | -------------------- | -------- | ---- |
| 1   | Mejor constructor de juego del Fútbol Chileno[cita requerida]                     | Universidad Católica | Chile    | 2009 |
| 2   | Incluido entre los mejores jugadores de la Historia del Museo Barcelona           | Barcelona            | Ecuador  | 2012 |
| 3   | Incluido en el 11 ideal del Campeonato Ecuatoriano 2012                           | Barcelona            | Ecuador  | 2012 |
| 4   | Incluido en el 11 ideal de la Serie A Ecuador por Claro                           | Barcelona            | Ecuador  | 2012 |
| 5   | Trofeo #ElGranBichitodelFutbol por Claro                                          | Barcelona            | Ecuador  | 2012 |
| 6   | Incluido en el Equipo ideal de la Copa Sudamericana 2012                          | Barcelona            | Conmebol | 2012 |
| 7   | Mejor gol de la Copa Sudamericana 2012                                            | Barcelona            | Conmebol | 2012 |
| 8   | Mejor futbolista extranjero del Campeonato Ecuatoriano 2012                       | Barcelona            | Ecuador  | 2012 |
| 9   | Mejor futbolista del año según Diario El Comercio                                 | Barcelona            | Ecuador  | 2012 |
| 10  | Elegido como el gol inolvidable por Telefónica Claro                              | Barcelona            | Ecuador  | 2012 |
| 11  | Mejor Mediocampista de Ecuador según AER                                          | Barcelona            | Ecuador  | 2012 |
| 12  | Parte de los mejores 10 extranjeros del 2016 para Ecuagol[cita requerida]         | Barcelona            | Ecuador  | 2016 |
| 13  | Mejor futbolista extrajeron de la Copa Banco del Pacífico[cita requerida]         | Barcelona            | Ecuador  | 2016 |
| 14  | Balón de Oro de la Serie A Ecuador[cita requerida]                                | Barcelona            | Ecuador  | 2016 |
| 15  | Máximo asistente de la Serie A Ecuador[cita requerida]                            | Barcelona            | Ecuador  | 2016 |
| 16  | Incluido en el 11 ideal de la Serie A Ecuador por Claro[cita requerida]           | Barcelona            | Ecuador  | 2016 |
| 17  | Mejor gol inolvidable de la Primera División de Ecuador por Claro[cita requerida] | Barcelona            | Ecuador  | 2016 |
| 18  | Trofeo #ElGranBichitodelFutbol por Claro[cita requerida]                          | Barcelona            | Ecuador  | 2016 |
| 19  | Equipo ideal de los Cuartos de final de la Copa Libertadores[cita requerida]      | Barcelona            | Conmebol | 2017 |
| 20  | Mejor Jugador de Ida de la Primera Fase de la Copa Libertadores                   | Barcelona            | Conmebol | 2020 |
| 21  | Mejor Volante Ofensivo de la Liga Pro Ecuador 2020                                | Barcelona            | Ecuador  | 2020 |
| 22  | Mejor Gol de la Liga Pro Ecuador 2020                                             | Barcelona            | Ecuador  | 2020 |
| 23  | Premio El Pro al mejor jugador de la temporada 2020 de Ecuador                    | Barcelona            | Ecuador  | 2020 |
| 24  | Nominado a Mejor Volante por Derecha de América por Diario el País de Uruguay     | Barcelona            | Conmebol | 2020 |
| 25  | 11 ideal del Fútbol Ecuatoriano por diversos Medios del País                      | Barcelona            | Ecuador  | 2020 |

| Predecesor: - Miller Bolaños        | Mejor jugador de la Serie A 2012 2016 2020 | Sucesor: Enner Valencia Jonathan Álvez |
| Predecesor: - Bolaños, Alemán, Mena | Máximo asistente de la Serie A 2012 2016   | Sucesor: Miller Bolaños Jacob Murillo  |